# Bradypodion thamnobates
Bradypodion thamnobates е вид влечуго от семейство Хамелеонови (Chamaeleonidae). Видът е почти застрашен от изчезване.

## Разпространение
Разпространен е в Южна Африка.